# Phaeocatantops signatus
Phaeocatantops signatus är en insektsart som först beskrevs av Karsch 1891.  Phaeocatantops signatus ingår i släktet Phaeocatantops och familjen gräshoppor. Inga underarter finns listade i Catalogue of Life.